# 봄버맨 제터스 (비디오 게임)
봄버맨 제터스 (영어: Bomberman Jetters)는 Game Boy Advance, GameCube, PlayStation 2용 액션 게임이며 Hudson Soft의 Bomberman 시리즈에 속한다. 이 게임은 이전 Bomberman 시리즈인 2002년 Bomberman Generation에서 확립된 게임플레이 스타일을 기반으로 하며 2002년 애니메이션 시리즈 Bomberman Jetters의 캐릭터와 배경을 특징으로 한다. GameCube 버전은 Bomberman Generation과 유사한 셀 셰이딩 그래픽을 사용하는 반면 PlayStation 2 버전은 그렇지 않는다.
이 게임은 2002년 일본에서 출시되었으며 Game Boy Advance 버전은 Bomberman Jetters: Densetsu no Bomberman이라는 이름으로 출시되었다. GameCube 버전은 원래 2003년 11월 11일에 Majesco Sales에서 미국에 출시될 예정이었으나 2004년 3월로 연기되었다. 애니메이션 시리즈의 첫 번째 타이틀 시퀀스는 게임의 오프닝 시네마틱으로 등장하지만, 동반되는 테마곡인 "Boku wa Gakeppuchi"는 북미 버전에서 생략되었다.

## 구성:
무조와 히게히게 산적단은 화이트 봄버가 은하계 정복 계획을 계속 중단하는 데 지쳐, 무조의 인공 혜성인 다크 스타를 플래닛 봄버 표면에 충돌시켜 행성과 그 안의 모든 사람을 파괴하는 계획을 실행한다. 혜성이 표면에 도달하기까지 24시간밖에 남지 않은 상황에서, 화이트 봄버와 맥스는 혜성을 우주로 추진하는 거대한 엔진을 비활성화하여 플래닛 봄버의 파괴를 막기 위해 파견된다.

## 게임 플레이:
일반 모드:
게임 플레이는 이전 타이틀인 Bomberman Generation과 비슷하다. 플레이어는 White Bomber를 조종하고 3D 환경을 탐험하며, 다양한 유형의 원소 속성 폭탄을 사용하여 적을 물리치고 퍼즐을 풀고 스테이지 끝까지 진행한다. 각 스테이지를 완전히 탐험한 플레이어는 종종 체력 업그레이드, 멀티플레이어 전투에서 사용할 수 있는 새로운 캐릭터, White Bomber의 능력을 증강하는 Charabom 파트너와 같은 보너스 수집품을 보상으로 받는다. Jetters에서는 최대 12개의 다른 Charabom을 찾을 수 있지만, 획득 및 사용은 Generation과 다르다. 획득하기 위한 포켓몬 스타일 전투 대신 특정 레벨에 숨겨져 있거나 적에게서 구출해야 한다. Jetters의 새로운 기능은 Charabom 진화 시스템이다. 음식을 수집하면 Charabom이 진화하여 모습을 바꾸고 능력을 더욱 향상시킬 수 있다. 일부 Charabom은 스테이지를 진행하거나 숨겨진 아이템을 수집하는 데 필요하다.
White Bomber 외에도 Jetters는 두 번째 플레이 가능 캐릭터인 Max를 추가하며, 플레이어는 게임 플레이 중 언제든지 이 캐릭터로 전환할 수 있다. 맥스는 화이트 봄버처럼 캐릭터 폭탄을 사용할 수 없지만, 하이퍼 플라스마 폭탄은 특정 벽을 파괴하고 화면상의 모든 적을 제거할 수 있어 일부 보스에 효과적이다. 제너레이션은 비선형 진행을 특징으로 하여 플레이어가 어떤 순서로든 스테이지를 시도할 수 있는 반면, 제터는 순차적인 스테이지 진행을 특징으로 한다.
전투 모드:
전투 모드도 제너레이션에서 개선되었다. 표준 폭격기 4개만 있는 대신, 일반 모드를 통해 다양한 캐릭터를 잠금 해제할 수 있다. 게임의 핸디캡도 다르다. 하트만 주는 대신, 플레이어는 기본적으로 아이템을 받을 수 있다. 각 캐릭터는 "킬러 샷"이라는 고유한 슈퍼 무브 유형 능력을 가지고 있으며, 이를 통해 상대를 공격하거나 경기 중에 특수 능력을 얻어 상대를 우위에 설 수 있다. 플레이어는 폭탄을 반복적으로 배치하여 특수 미터를 채운 후 전투 중에 킬러 샷에 액세스할 수 있다. 선택 사항인 미니게임인 "Dig Em Bomber"는 각 경기 후에 플레이할 수 있다. 미니게임에서 경기 승자는 아이템을 파헤칠 수 있으며, 다음 경기에서 즉시 획득할 수 있고, 다른 사람들은 이를 막으려고 시도한다. 고유한 기믹과 위험이 있는 추가 전투 스테이지도 잠금 해제할 수 있다.
기존의 표준 전투 모드 외에도 세 가지 다른 전투 유형도 사용할 수 있다. "Battle One-Two"에서 플레이어는 게임에서 이기기 위해 깜박이는 순서대로 번호가 매겨진 스위치를 눌러야 하며, 이미 활성화된 번호를 밟으면 플레이어가 현재 밟고 있는 번호가 다시 돌아간다. 한 번에 한 명의 플레이어만 이 과정을 수행할 수 있으므로 다른 플레이어는 스위치를 누르기 전에 먼저 적을 무력화해야 한다. "Battle for Balloms"에서 플레이어는 풍선 적을 모아서 네 개의 열린 구멍 중 하나에 떨어뜨려야 한다. 플레이어는 상대방의 컬렉션을 폭파하여 승리 가능성을 줄일 수 있다. 플레이어가 더 많은 풍선 적을 모을수록 증가하는 무게로 인해 속도가 느려진다. "Knockout Battle"에서 플레이어는 완전 강화된 폭탄, 던지기, 펀치, 발차기를 사용한다. 필드에는 파괴 가능한 블록이 없으며 폭발은 장애물을 통과할 수 있다. 목표는 폭탄 폭발을 사용하여 다른 플레이어를 경기장에서 떨어뜨리는 것이다.
봄버 맨션:
플레이어는 또한 일반 모드에서 최소 한 번 죽으면 접근할 수 있는 아케이드 스타일 미니 게임을 가지고 있다. Saturn Bomberman의 아케이드 모드와 유사하게, 게임은 5단계로 진행되며 플레이어는 얼마나 잘하느냐에 따라 다른 랭크를 얻을 수 있다.

## 캐릭터:
메인 캐릭터:
- 화이트 봄버: 본작의 주인공.제타즈의 일원으로, 도지이지만 정의감은 사람 1배의 봄버맨.
- 맥스: 수염수단에 소속된 수수께끼의 전사. 모든 폭탄 기술을 조종하는 안드로이드이다.

제타스:
수염수단의 부정을 저지하기 위해 결성된 ‘우주자경단’.
- 샤우트: 테라성인.제타즈의 리더를 맡고 있다.
- 버디 : 버드 성인. 시로본과 맥스의 각각의 능력을 해설한다.
- 강: Dr. 아인이 옛날에 만든 만능형 로봇. 폭탄의 합성과 각종 속성 폭탄의 해설을 한다.
- 봉고: 도돈파 별인으로 하여 도돈파 별의 왕자.
- Dr.아인: 제타즈의 창설자로 하여 지휘관. 각 월드의 첫 스테이지에 처음 들어갔을 때 사령통신을 한다. 준다.
- 마이티: 화이트 봄버의 형이며, 「전설의 봄버맨」이라고 칭할 정도의 실력의 소유자.

수염병:
제타즈의 숙적.우주에 하나밖에 없는 것을 빼앗아 컬렉션하는 「우주 절도단」. 파괴계획」을 기획한다.
- 무조: 수염수단의 간부에서 전투대장을 맡는다.
- Dr. 메카드: 겹치는 위험한 실험 때문에, 몸은 절반 기계화하고 있는 수염수단의 과학자.
- 수염수 단원: 하단으로 활동하는 수염수단의 전투원.

봄버 시텐노:
- 플레임 봄버: 봄버 사천왕의 한 사람으로 하여 불의 속성을 가진다.
- 머메이드 봄버 : 봄버 사천왕의 혼자서 물의 속성을 가진다. 나가렐의 탓에 보스. 그녀는 주목할만한 인어 테마가 있다. 그녀는 주로 전통적인 인어의 모습과 정상적인 모습 모두에서 수중을 수영한다.
- 그란 봄버: 봄버 사천왕의 한 사람으로 하여 흙의 속성을 가진다. 치카치카의 탓에 보스.
- 썬더 폭탄: 봄버 사천왕의 한 사람으로 하여 번개의 속성을 가진다.

봄버관:
- 본 할머니: 시로본과 마이티의 할머니이며, 2명의 스승이기도 하다.